# Mèmed le Faucon
Mèmed le Faucon (titre original : İnce Memed II) est le deuxième roman de la tétralogie des Mèmed de l'écrivain turc Yaşar Kemal. 
Publié en 1969 en Turquie, il fait suite à Mèmed le Mince et précède Le Retour de Mèmed le Mince.